# Joseph G. Anastasi
Joseph Gabriel Anastasi (* 21. März 1937 in Washington, D.C.; † 20. Dezember 2005 in Rockville, Maryland) war ein US-amerikanischer Politiker und Minister für ökonomische Entwicklung in Maryland und Wahlkampfmanager. Er diente in der Marine und war ein Absolvent der Universität Georgetown, in der er John F. Kennedy kennenlernte.

## Leben
In den 1960er und 1970er Jahren war Anastasi ein sehr bekannter Mann in der Politik von Maryland. Er war Sekretär für ökonomische Entwicklung und Wahlkampfmanager der demokratischen Partei und unterstützte als lokaler Ausschussvorsitzender John F. Kennedy im Wahlkampf. Später wurde er Entwickler von Wahlkampagnen und gewann als  Exekutivdirektor der Präsidentenkampagne von Hubert H. Humphrey in Maryland gegen Richard M. Nixon. Anastasi führte dann die erfolgreiche Kampagne von Marvin Mandel, der 1970 zum Gouverneur von Maryland gewählt wurde. Ab 1969 begann er für das State Department of Economic and Community Development zu arbeiten und wurde 1973 Minister. Später arbeitete er für das von seinem Vater gegründete Unternehmen Montgomery Realty Co. und half Schulen im Süden der USA zu bauen. Er war Direktor des Boys & Girls Clubs von Washington und Präsident der Maryland Jaycees.
Anastasi war verheiratet mit Nancy Holmes und hatte vier Kinder, Stephen, Anastasi, Daniel und Mary Christine Sims.